# 엘라스 포르 엘라스
《엘라스 포르 엘라스》(포르투갈어: Elas por Elas)는 1982년 방영된 브라질의 텔레노벨라이다.